# Ortoakustisk
Ortoakustisk ("akustiskt rätt", av grekiskans orthos ’rätt’, ’sann’, och akustik, ’lära om ljudets fysik’) är den beteckning som den kände högtalarkonstruktören Stig Carlsson använde för de flesta av sina högtalare. Med ordet menade Stig Carlsson att högtalarna var i överensstämmelse med hans syn på vad som är riktigt, vilket dock var lite olika saker från tid till annan. Jämför med Ortofon ("riktigt ljud", danskt varumärke för pickuper) och "Orthofocus" ("riktigt fokus", George Jessens varumärke för linser som omformar ögats hornhinna nattetid under sömnen för bättre syn dagtid).
Vägledande för Carlsson var att han på 1950-talet insåg att han ogillade hur konventionella högtalare återgav musik (i mono), och han ville optimera sina högtalare för att skapa en mera naturlig musikåtergivning och för att fungera i normalt möblerade vardagsrum. De flesta modellerna var avsedda att placeras nära golv och vägg eller i varje fall nära en vägg, men de kunde även ställas rygg mot rygg mot varandra i sammanhang där det inte fanns några väggar, för liknande resultat.
De högtalare som Carlsson kallade konventionella högtalare dimensionerades ofta (kanske i synnerhet på 1960-talet) för placering på betydande avstånd (någon meter eller mer) från väggar, eller helt enkelt utan hänsyn till rummet. Men sedan 1970-talet har allt flera högtalare börjat dimensioneras med hänsyn till rummet.
En sak som han från början lade stor vikt vid var att medelvärdet av allt som högtalaren strålar ut i alla riktningar och som så småningom når lyssnarna i form av reflekterat ljud, skulle ha anständigt rak tonkurva, vilket han inte fann att de flesta högtalare hade. Från början mätte han just det utstrålade ljudet i ett speciellt mätrum som bestod av ett reflekterade hörn och dämpande ytor runt det motstående hörnet och där han mätte ljudet i många mikrofonpositioner och sedan beräknade medelvärdet. Senare gick han över till att mäta i efterklangsrum, och framemot slutet av 1970-talet och på 1980-talet var det inte längre energikurvan han ville ha rak, utan det ljud som nådde lyssnarna både direkt och via reflexer när högtalaren användes i vad han såg som ett normalt lyssningsrum, alltså hans eget lyssningsrum som hade både absorberande, reflekterande och diffuserande ytor. Mätkurvan kallade han inte längre för en energikurva utan totalljudskurvan. Mätningen gick till så att högtalaren placerades som önskat och mikrofonen ställdes på optimal lyssningsplats med ett stativ som med en lång arm bringade mikrofonen i rotation, således att man i kombination med ett väldigt utdraget mätförlopp kunde registrera medelvärdet av tonkurvorna från flera tänkbara lyssningsplatser.
Ändringarna i mätmetod påverkade även högtalarna och Carlsson-högtalare från olika tider har bland annat därför uppfattats ha olika egenskaper, trots att han kallade dem alla för ortoakustiska. Carlsson tog själv på 1980-talet avstånd från sina tidigare konstruktioner och menade att han nu hittat en ny, annorlunda och bättre väg. Enligt många bedömare är Stig Carlssons högtalare från 1980-talet och framåt betydligt mera lika vad han själv tidigare hade betecknat som konventionella högtalare. Men placeringen nära vägg bestod.
Att placera högtalare nära en vägg kan innebära problem med interferens mellan direktljudet och det reflekterade ljudet från golv och väggar, eftersom de flesta högtalare (inte från dipoler - till exempel elektrostathögtalare) är rundstrålande i lågfrekvensområdet. En av Stigs tankar med sina så kallade ortoakustiska högtalare, som liksom många andra högtalare är gjorda med de närmaste ytorna som en del av dimensioneringen, är att de i stället för att interferera skall samverka med ytorna på ett kontrollerat sätt i lågfrekvensområdet. Mätning av direktljudet inklusive reflexerna från golv och vägg bakom högtalaren visar dock att den kontrollerade samverkan med avseende på direktljudet kan ifrågasättas då en långt ifrån rak tonkurva uppnås. Direktljudets tonkurva blir inte väsentligt rakare än för mera friplacerade högtalare även om interferenserna kommer i andra frekvensregister vid friplacerade högtalare. De högtalare som är avsedda att vara mera friplacerade drar genom sitt större avstånd till angränsningsytorna inte nytta av reflexerna lika högt upp i frekvens. Dock finns det gott om exempel på högtalare med baselementet lika nära angränsningsytorna som Stig Carlssons högtalare. 
För högfrekvensområdet utnyttjades i de senare konstruktionerna (Carlsson OA-51, OA-50, OA-52) ett ensamt diskantelement för att undvika eller i varje fall minska interferens med reflexerna från väggen bakom högtalaren, även kombinerades med paneler fyllda med dämpmaterial som ingick som delar i högtalaren. Tidigare konstruktioner som Carlsson hade ansett vara ortoakustiska arbetade på ett helt annat sätt och använde flera diskantelement som låtits interferera fritt både med varandra och med reflexerna från de närliggande angränsningsytorna. Han hade då varit uttalat negativ till alla former av absorbenter i högtalarnas omedelbara närhet.